# 대관령터널 (철도)
대관령터널(大關嶺터널)은 경강선 진부역과 강릉역 사이에 있는 길이 21,755m의 철도 터널이다. 현재 대한민국에서 두번째로 긴 터널이다.

## 역사
- 2012년 6월 : 공사 시작
- 2015년 11월 25일 : 관통
- 2015년 11월 30일 : 관통식[1]
- 2017년 12월 22일 : 개통

## 터널 정보
- 길이 : 21,755m
- 최고심도 : 780m
- 시종점표고차 : 440m

## 공사 정보
- 총인원 : 25만 9600명
- 장비 : 11만 900대
- 사업비 : 2500억원

## 피난 및 방재시설
- 50m 간격으로 비상구까지의 거리를 표시하는 지능형 비상구 유도등이 설치되어 있다.
- 400m 간격으로 소화기, 비상전화가 배치되어 있다.
- 비상시 차량이 들어올 수 있는 사갱 4곳이 있다.
- 사갱 3곳에 송풍기가 설치되어 있다.
- 소방조직의 지휘를 위한 터널용 재난안전 통신망이 갖춰져 있다.

## 같이 보기
- 강릉선
- 솔안터널
- 대관령신호장